# You Angel You
You Angel You – piosenka skomponowana przez Boba Dylana, nagrana przez niego w listopadzie 1973, wydana na albumie Planet Waves w styczniu 1974.

## Historia i charakter utworu
Piosenka ta została nagrana na 3. sesji do albumu Planet Waves 5 listopada 1973 w The Village Recorder Studio B w Los Angeles w stanie Kalifornia.
Ta miłosna piosenka z albumu opisuje radość mężczyzny, który znów jest ze swoją ukochaną. Jeśli kompozycja ta związana była z jego ówczesną żoną, Dylan zapewne pragnął po rozwodzie ten utwór całkowicie zdeprecjonować. Dlatego w nocie o tej piosence w broszurce do albumu Biograph napisał, że jest to "kawałek śmiecia, afirmacja niczego". Potem, mówiąc o powstaniu tej kompozycji, dodał jeszcze: "Może napisałem ten jeden prawdopodobnie na sesji, wiesz, z miejsca, stojąc przy mikrofonie... brzmi dla mnie jak głupi tekst".
Dylan wykonał ten utwór na koncertach tylko dwukrotnie, w czasie tournée w 1990 r.

## Muzycy
Sesja 3.
- Bob Dylan – gitara, harmonijka, wokal
- Robbie Robertson – gitara
- Richard Manuel – pianino, perkusja
- Rick Danko – gitara basowa
- Garth Hudson – organy, akordeon
- Levon Helm – perkusja

## Dyskografia
- Biograph (1985)

## Wykonania piosenki przez innych artystów
- New Riders of the Purple Sage – Best of the New Riders of the Purple Sage (1976)
- Manfred Mann’s Earth Band – Angel Station (1979); Best of Manfred Mann’s Earth Band (1996)
- Alpha Band – Spark in the Dark (1988)